# 王文彬 (1928年)
王文彬（1928年3月12日—2001年10月1日）是一位中国版画家。

## 生平
1962年，毕业于中央美术学院油画系罗工柳画室。曾在中央美术学院附中任教，之后担任中央美术学院壁画系教授，从事油画、壁画的创作和教学。中国美术家协会壁画艺术委员会委员。代表作有《生产支前》、《好好认识咱们的路》、《夯歌》、《山河颂》、《呦呦鹿鸣》等，获北京市美术创作荣誉奖1项。
2001年10月1日去世。

## 著作
著有《油画自修》、《壁画绘制工艺》、《战争年代的山东新华书店》。